# Joan Carlile
Joan Carlile (oko 1606. – 1679.) bila je engleska slikarica.

## Životopis
Joan Carlile je jedna od prvih žena koja je profesionalno radila kao umjetnica u Engleskoj. Počela je kao amaterska slikarica, izrađujući minijaturne kopije talijanskih djela. Navodno je među obožavateljima njezinih slika bio i kralj Karlo I. Poslije je počela slikati portrete i moguće je da joj je mentor bio Anthonis van Dyck.